# Мерфи, Джеф
Дже́ффри Пи́тер Ме́рфи (англ. Geoffrey Peter Murphy, 13 октября 1938 — 3 декабря 2018) — американский и новозеландский кинорежиссёр, сценарист и кинопродюсер. Он получил известность благодаря своим работам в конце 1970-х годов. Одна из наиболее известных его работ под названием «До свидания, пирог со свининой» (англ. Goodbye Pork Pie), вышедшая в 1981 году, стала первым новозеландским фильмом, обретшим коммерческий успех у себя на родине.

## Биография и карьера
В 1990-х годах Мерфи работал в Голливуде над съёмками ряда известных фильмов, а затем вернулся в Новую Зеландию и принял участие в съёмках трилогии «Властелин колец» в качестве второго режиссёра.
В течение своей жизни Мерфи работал в качестве сценариста, мастера по спецэффектам, школьного учителя и музыканта-трубача.

## Фильмография
Режиссёр:
- 1974 — Uenuku (ТВ);
- 1977 — Dagg Day Afternoon;
- 1977 — Дикий человек;
- 1981 — До свидания, пирог со свининой;
- 1984 — Уту (Возмездие);
- 1985 — Тихая Земля;
- 1988 — Никогда не говори «умри»;
- 1989 — Красный король, белый рыцарь (ТВ);
- 1990 — Молодые стрелки 2;
- 1992 — Корпорация «Бессмертие»;
- 1993 — В тупике (ТВ);
- 1993 — Последний изгой (ТВ);
- 1995 — В осаде 2: Тёмная территория;
- 1996 — Не оглядывайся;
- 1999 — Крепость 2: Возвращение;
- 2000 — Великолепная семёрка;
- 2000 — Погоня за временем (ТВ);
- 2001 — Blerta Revisited;
- 2004 — Напуганный;
- 2009 — Tales of Mystery and Imagination.

Сценарист:
- 1977 — Dagg Day Afternoon;
- 1977 — Дикий человек;
- 1981 — До свидания, пирог со свининой;
- 1984 — Уту (Возмездие);
- 1988 — Никогда не говори «умри»;
- 2004 — Напуганный.

Продюсер:
- 1981 — До свидания, пирог со свининой;
- 1984 — Уту (Возмездие);
- 1988 — Никогда не говори «умри»;
- 2004 — Напуганный.